# 小行星5250
小行星5250（英語：5250 Jas）是一颗围绕太阳公转的小行星。1984年8月21日，安東寧·姆爾科斯在克列特发现了此天体。
这颗小行星的绝对星等为208.8226973333112等。